# Sun Quan
Sun Quan (chiń. upr. 孙权; chiń. trad. 孫權; pinyin Sūn Quán; ur. 5 lipca 182 – zm. 21 maja 252) – syn Sun Jiana, założyciel Wschodniego królestwa Wu w Okresie Trzech Królestw, w Chinach. Rządził od 222 do 229 jako Wu Wang (książę z Wu) i od 229 do 252 jako Cesarz z Dynastii Wu.

## Życiorys
W młodości Sun Quan mieszkał w swoim rodzimym kraju Fuchun, po śmierci ojca na początku roku 190 przebywał w miastach dolnego odcinka rzeki Jangcy. Jego starszy brat Sun Ce, dzięki swoim zwolennikom i poparciu kilku lokalnych klanów zdobył w regionie stanowisko watażki. Kiedy w roku 200 Sun Ce został zamordowany przez ludzi Xu Gonga, którego zabił w bitwie kilka lat wcześniej, osiemnastoletni wówczas Sun Quan odziedziczył po swym bracie ziemie na południowy wschód od Jangcy. Jego rządy okazały się stosunkowo stabilne. Większość starszych oficerów Sun Jiana i Sun Ce, takich jak Zhou Yu, Zhang Zhao, Zhang Hong, i Cheng Pu pozostało lojalnych wobec Sun Quana; fragment jednej z czterech najsłynniejszych powieści literatury chińskiej, Opowieści o Trzech Królestwach, opisuje, jakoby Sun Ce miał na łożu śmierci radzić Sun Quanowi: „w wewnętrznych sprawach konsultuj się z Zhang Zhao, w zewnętrznych zaś z Zhou Yu”. Za namową doradców Sun Quan w latach 200. umacniał siły wzdłuż Jangcy. Na początku 207 jego wojska odniosły zwycięstwo nad wojskami Huang Zu, jednego z dowódców Liu Biao, który zdominował Środkową Jangcy.
Zimą tego roku, generał z północy – Cao Cao poprowadził około 200 tys. żołnierzy na południe, by ponownie zjednoczyć Chiny. Na dworze Suna pojawiły się dwie frakcje: Zhang Zhao zalecał poddanie się, podczas gdy Zhou Yu i młody dyplomata Lu Su, sprzeciwiała się kapitulacji. Ostatecznie Sun Quan zdecydował się przyjąć bitwę z Cao Cao w środkowym biegu Jangcy, gdzie mógł wykorzystać przewagę swej floty. Dzięki zastosowaniu strategii obmyślonych przez Zhou Yu i Huang Gaia, siły Sun Quana i sprzymierzonego z nim Liu Beia zdecydowanie pobiły armię Cao Cao w bitwie przy Czerwonych Klifach.
W 219 siły Wu uderzyły na prowincję Jing i pobiły dotąd sprzymierzone z nimi siły Shu Han. Guan Yu, dowódca sił Shu został pojmany i stracony na rozkaz Sun Quana. Rozwścieczony zabójstwem swego przyjaciela Liu Bei rozpoczął inwazję na Wu, ale wojska tego ostatniego pobiły atakujące siły w bitwie pod Yiling.
Sun Quan zginął w roku 252, w wieku 70 lat. Panował najdłużej wśród wszystkich założycieli Trzech Królestw. Władzę po nim przejął jego syn Sun Liang, który został Cesarzem Wschodniego Wu.